# バス・ブリュワリー

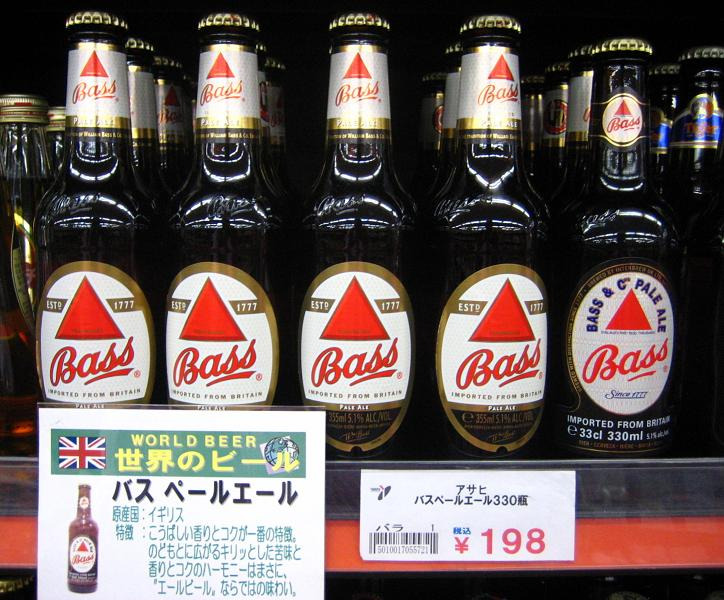
商店の棚に並べられているバス・ペールエールの瓶

バス・ブリュワリー（英語: The Bass Brewery）は、イギリスのビール醸造会社である。バス・ペールエール（英語: Bass Pale ale）の銘柄で有名。
2000年に約3900億円でインターブリュー（現アンハイザー・ブッシュ・インベブ）に買収された。

## 歴史

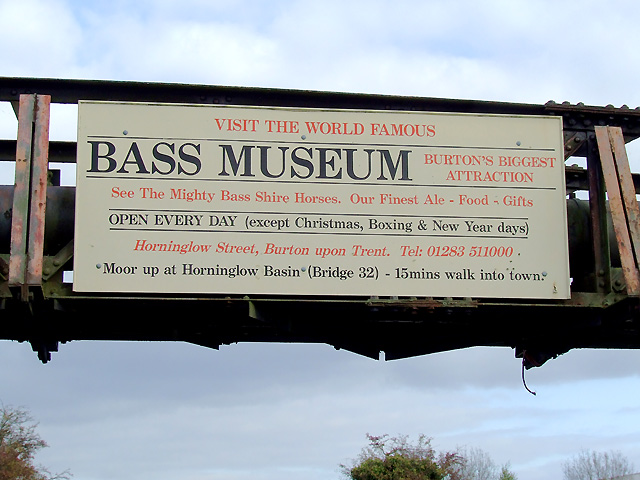
バス・ミュージアムの看板

1777年にウィリアム・バスによってイギリス中部のスタッフォードシャーバートン・アポン・トレントに創業される。
その後、バス・ブリュワリーは発展を遂げ、19世紀後半には、自社醸造工場内に専用の鉄道を施設するまでになり、1877年時点での年間生産量は数百万バレルにも増え、イギリス最大のビール会社となった。
バス・ブリュワリーによって醸造された瓶ビール（エール）「バス・ペールエール」は世界中に輸出され、ナポレオン・ボナパルト、エドガー・アラン・ポーが愛飲していたという記録や、タイタニック号の処女航海の際には500ケースのバス・ペールエールが積み込まれていた記録も残っている。日本においても明治時代にバス・ペールエールが輸入され、人気となっていた記録が残っている（ただし、日本においては次第にイギリスのエールから、ドイツのビールに人気が移って行く）。
1977年、創業200年を記念してバートン・アポン・トレントの工場隣接地に「バス・ミュージアム」を開設。レストラン併設のビール博物館として賑わっている。

## レッドトライアングル

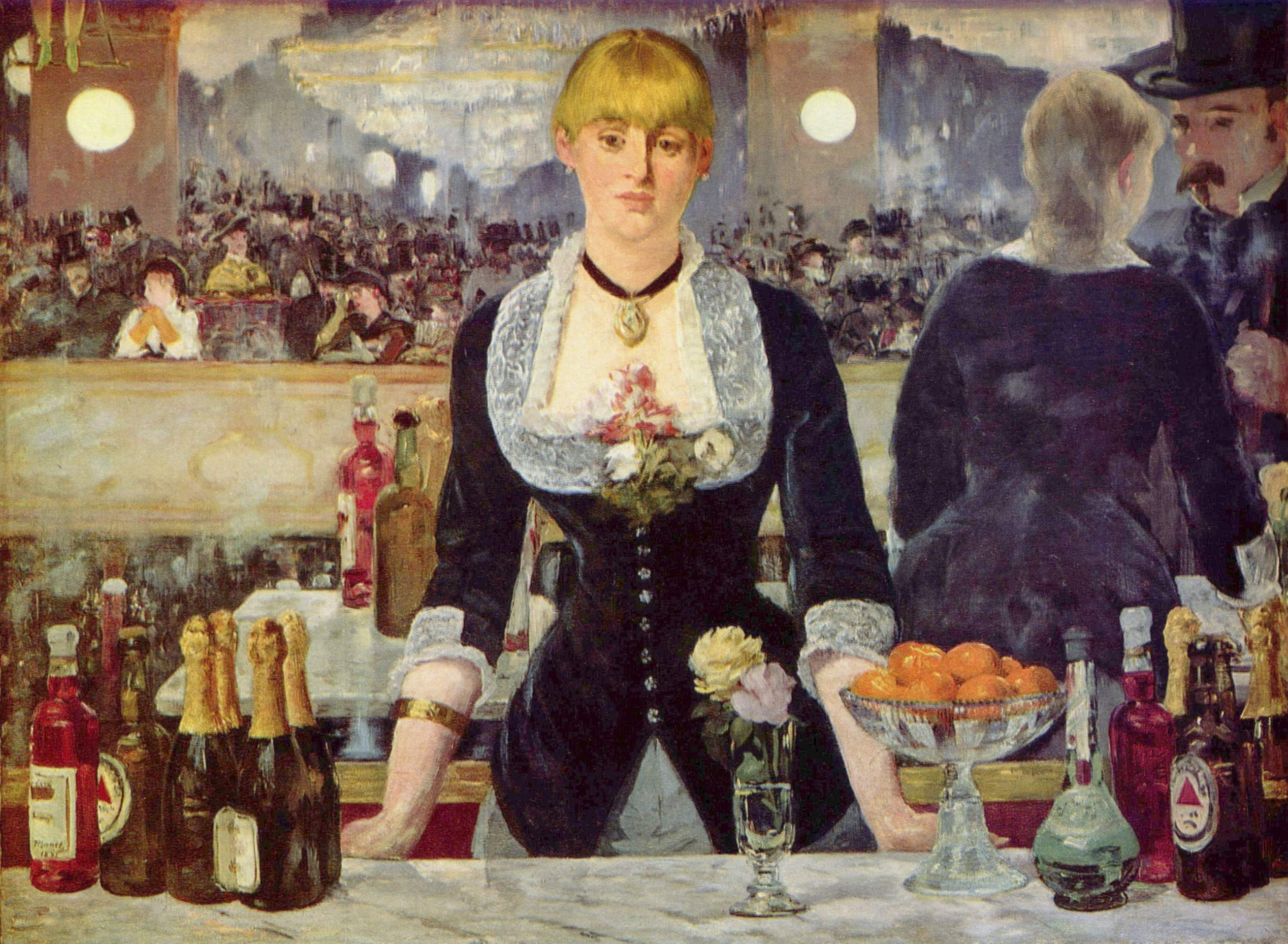
『フォリー・ベルジェールのバー』
テーブル上にバス・ペールエールの瓶が2本ある。

バス・ペールエールの瓶に描かれている特徴的な赤三角形（レッドトライアングル）のラベルは1876年1月1日に登録されたイギリスの登録商標第1号でもあり、赤三角形の下に「ENGLANDS FIRST‐REGD.TRADMARK」と書かれている。第1号の登録となるために、バス・ブリュワリーの従業員が前夜である1875年12月31日から登録事務所の外で待っていたというエピソードが残されている。この赤三角形のラベルのついた瓶は多くの芸術家によって描かれている。例としてキュビスム時代のパブロ・ピカソの『Glass and bottle of Bass』や、エドゥアール・マネの『フォリー・ベルジェールのバー』がある。また、日本のビールの商標デザインにも大きな影響を与えたと言われている。